# Trajni kapital
Trajni kapital je onaj kapital koji trajno ostaje u poduzeću i koji se ne vraća kroz glavnicu i kamatu, za razliku od dužničkog kapitala gdje postoji ugovor koji obavezuje korisnika dužničkog kapitala da vraća posuđenu glavnicu uvećanu za kamatu, u trajnom kapitalu nema takvog odnosa.  

## Privatna ulaganja
To je najvažniji trajni kapital za nova poduzeća, kao i za mala rastuća poduzeća. Radi se o tome da jedan privatnik nudi, ulaže svoja sredstva u drugo poduzeće, dakle privatnik daje drugom privatniku primjerene financije za realizaciju njegovog poduzetničkog projekta. Najčešće su privatna ulaganja oblik unutarnjeg trajnog kapitala koji nastane zadržavanjem isplate dobiti.
Smatra se da oko 30 % kapitala u malim poduzećima u svijetu potječe iz tog izvora (Keasey i Watson, 1992.). 
Postoje i ulaganja tzv. poslovnih anđela (Business angel), pojedinaca koji žele biti uključeni u financiranje malih ali visoko rizičnih projekata, potaknuti visokom dobiti kao i jednostavnom željom da "rade posao" (Binks i Ennew, 1996.). No, to je za Europu manje specifično nego za SAD.

## Javna prodaja vlasničkih vrijednosnih papira poduzeća na tržištu
To je također jedan od oblika dobivanja trajnog kapitala, tj. financiranja poduzeća uz pomoć trajnog kapitala.  Npr. tipičan je u situacijama kada poduzeće žele zamijeniti vlasnika. Ali može biti i marketinška akcija jer je javna prodaja način utvrđivanja dobrog imena poduzeća u javnosti, a dobra ocjena u javnoj prodaji mnogo govori i o uspješnosti samoga poduzeća. 
Dakle, često se koristi za dokapitalizaciju poduzeća i radi promjene vlasništva ali i radi povećanja trajnosti i stabilnosti poduzeća u očima kupaca, konkurenata, dobavljača i zaposlenih.

## Prodaja i podjela poduzeća
Ovo je sličan način pridobivanja kapitala kao i prethodan, dakle prodajom ili podjelom poduzeća može se doći do trajnog kapitala. Prodaja povećava likvidnost poduzeća jer u poduzeće donose gotovinu. Često može biti kroz prodaju problematičnih dijelova poduzeća koji opterećuju matično poduzeće. Prodaja omogućuje i decentralizaciju poduzeća i odstranjivanje problema nastalih zbog prevelikog opsega poduzeća.

## Prodaja cjelokupnog poslovanja
Ovo je oblik maksimalizacije razlike između vrijednosti sredstava koje je poduzetnik uložio u posao i tržišne vrijednosti poduzeća koju može dobiti u novčanom obliku prodajom samoga poduzeća. To je ujedno kraj poduzetničkih djelatnosti i ubiranja plodova odnosno poduzetničke žetve. No, tržište je ono koje o svemu prosuđuje.